# Tubifex
A Tubifex a nyeregképzők (Clitellata) osztályának Haplotaxida rendjébe, ezen belül a láncosgiliszták (Naididae) családjába tartozó nem.

## Rendszerezés
A nembe az alábbi fajok tartoznak (meglehet, hogy a lista hiányos):
- Tubifex blanchardi (Vejdovský, 1891)
- Tubifex costatus (Claparède, 1863)
- Tubifex harmani Loden, 1979[1]
- Tubifex ignotus (Stolc, 1886)[2]
- Tubifex kryptus Bülow, 1957
- Tubifex longipenis (Brinkhurst, 1965)[2]
- Tubifex montanus Kowalewski, 1919
- Tubifex nerthus Michaelsen, 1908
- Tubifex newaensis (Michaelsen, 1903)[2]
- Tubifex newfei Pickavance & Cook, 1971[2]
- Tubifex pescei (Dumnicka 1981)
- Tubifex pomoricus Timm, 1978
- Tubifex pseudogaster (Dahl, 1960)[2]
- Tubifex smirnowi Lastockin, 1927
- Tubifex superiorensis Brinkhurst & Cook, 1971[1]
- csővájóféreg (Tubifex tubifex) (O. F. Mueller, 1774)[2]

## Fordítás
- Ez a szócikk részben vagy egészben  a   Tubifex című angol Wikipédia-szócikk ezen változatának fordításán alapul.  Az eredeti cikk szerkesztőit annak laptörténete sorolja fel. Ez a jelzés csupán a megfogalmazás eredetét és a szerzői jogokat jelzi, nem szolgál a cikkben szereplő információk forrásmegjelöléseként.